# 1904 en rugby à XV
Chronologie du rugby à XV
1903 en rugby à XV - 1904 en rugby à XV - 1905 en rugby à XV
Les faits marquants de l'année 1904 en rugby à XV

## Événements

### Mars
- Le 19 mars 1904, l'Écosse termine première du Tournoi britannique de rugby à XV 1903 en remportant deux victoires et en concédant une défaite. Cette victoire est la huitième d’une longue série de neuf victoires en vingt deux ans dans le tournoi, de 1886 à 1907. 
  - Article détaillé : Tournoi britannique de rugby à XV 1904

### Récapitulatifs des principaux vainqueurs de compétitions 1903-1904

#### Angleterre
- Le Durham est champion d’Angleterre des comtés.

#### France
- 26 avril : au stade de la Prairie des Filtres à Toulouse, devant 5 000 spectateurs, le Stade français remporte le championnat de France en battant en finale le SOE Toulouse 16 points à 8.